# Frédéric Lenoir
Pour les articles homonymes, voir Lenoir.
Frédéric Lenoir, né le 3 juin 1962 à Tananarive (Madagascar), est un sociologue, écrivain, auteur pour le théâtre et la télévision, journaliste et conférencier français.

## Biographie

### Jeunesse
Né en 1962 à Tananarive (Madagascar), Frédéric Lenoir découvre la philosophie par l'intermédiaire de son père René Lenoir (secrétaire d’État à l'action sociale de 1974 à 1978 sous Valéry Giscard d'Estaing) qui lui donne à lire Le Banquet de Platon à treize ans. Il lit alors les auteurs présocratiques mais aussi Épicure, les stoïciens, Aristote, puis les livres d'Arnaud Desjardins et le récit d'un voyage en Inde chez les[pas clair] bouddhistes tibétains. À cette époque, il lit également Carl Gustav Jung qui marquera son parcours intellectuel.

### Études
Après son baccalauréat (1980), Frédéric Lenoir suit de 1980 à 1985, des études de philosophie à l'université de Fribourg, en Suisse, où il rencontre Emmanuel Levinas et Marie-Dominique Philippe,. Il obtient une maîtrise en Philosophie à l'université de Fribourg.
Marie-Dominique Philippe lui fait découvrir la Communauté Saint-Jean qu'il a fondée en 1975, où il passe trois ans comme profès simple, sous le nom de « frère Nathanaël ».
En 1986, il entame à l'École des hautes études en sciences sociales (EHESS) une thèse de doctorat en sociologie sur la rencontre du bouddhisme et de l'Occident qu'il obtient avec les félicitations du jury en 1999[source insuffisante].

### Carrière
En 1986, Frédéric Lenoir entre aux Éditions Fayard comme directeur littéraire, poste dont il démissionne en 1991. Il publie en 1994 un livre d'entretiens avec Marie-Dominique Philippe : Les Trois Sagesses.
À partir de 1996, il collabore à L'Express et tient une chronique dans Psychologies Magazine avant de prendre, en 2004, la direction du magazine bimestriel Le Monde des religions et démissionne le 23 octobre 2013,.
De 2009 jusqu'en 2016, il devient producteur et animateur[source secondaire souhaitée] de l'émission Les Racines du ciel sur France Culture avec Leili Anvar, une émission consacrée à la spiritualité.
Il fait partie d'un groupe d'auteurs qui, depuis les années 2010, se sont spécialisés dans la production d'ouvrages traitant du bonheur, du bien-être, de la spiritualité, secteur particulièrement porteur dans le monde de l'édition.
Selon un classement de l'institut GfK en 2016, il est parmi les plus gros vendeurs de livres « de nouvelles voies vers le bonheur et la spiritualité » entre 2011 et 2015.

## Engagements
Cofondateur de l'association « Environnement sans frontières », Frédéric Lenoir écrit avec l'astrophysicien Hubert Reeves Mal de terre (2003). Dans ses essais Le Temps de la responsabilité (Fayard, 1991), La Guérison du monde (Fayard, 2012) et Lettre ouverte aux animaux (Fayard, 2017), il dénonce l’exploitation de la nature et du vivant et appelle à une éthique de la responsabilité fondée sur une vision qualitative et non quantitative du monde et de la vie.
Il rejoint en 2012 le jury du prix littéraire 30 Millions d'Amis[source secondaire souhaitée].
En mai 2017, il crée l'association « Ensemble pour les Animaux » qui vise à réfléchir sur la relation entre l'homme et l'animal et à défendre, en lien avec d'autres associations, la condition animale[source secondaire nécessaire].
Il est aussi le parrain de l'association pionnière dans le logement intergénérationnel Le PariSolidaire depuis septembre 2011[source secondaire souhaitée].
Cofondateur en septembre 2016, avec Martine Roussel-Adam, de la Fondation SEVE (Savoir Être et Vivre Ensemble), sous l'égide de la Fondation de France, ayant pour objectif de fédérer et de financer des projets qui ont une influence sur le savoir-être et le vivre ensemble.
Le film documentaire de Cécile Denjean « Le cercle des petits philosophes » diffusé le 6 février 2018 sur France 2 et sorti au cinéma en version plus longue le 17 avril 2019 montre le déroulement de ces ateliers, animés par Frédéric Lenoir, dans deux classes à Belleville et Pantin.
Il est aussi président de l’association SEVE[Laquelle ?] qui forme à la pratique d’ateliers de méditation et de philosophie avec les enfants et les adolescents. L’association SEVE est présente en France, en Suisse, en Belgique, au Luxembourg et au Canada.[réf. nécessaire] Elle a reçu en France l’agrément du ministère de l’éducation nationale[source insuffisante].

## Critiques
Son livre Comment Jésus est devenu Dieu, dans lequel il retrace par quelles péripéties l'Église de Rome n'a pu trouver les mots concernant la divinité du Christ qu'au IVe siècle sous la pression des empereurs romains, a provoqué une réaction du théologien jésuite Bernard Sesboüé qui lui a répondu dans un livre intitulé Christ, Seigneur et fils de Dieu - Libre réponse à Frédéric Lenoir.
Dans son essai La Philosophie ne fait pas le bonheur... et c'est tant mieux, le philosophe français Roger-Pol Droit critique la dérive des « prêtres » de la « philo-bonheur » — dont il considère que Frédéric Lenoir est l'un des représentants — qui présentent le bonheur comme étant le but principal de la philosophie : « Onfray, Comte-Sponville, Lenoir, Ferry [...] ces philosophes se servent le plus souvent des penseurs de l’Antiquité, en oubliant les deux mille ans et plus qui nous séparent. Le bonheur selon les Grecs n’était pas comme notre bonheur à nous. [...] Je reproche à cette pensée du bonheur d’oublier le négatif : la vie est un lot, avec du meilleur et du pire. Je partage le regard de Nietzsche : dire oui à la vie, c’est dire oui à tout ! Il ne s’agit pas de se résigner au mal. Mais vouloir s’anesthésier en remplaçant la lucidité par le rêve de bien-être me paraît malhonnête et dangereux. ».
En 2018, à la suite d'une intervention de Frédéric Lenoir dans l'émission C Politique sur France 5, le site web français Conspiracy Watch rédige un court article critiquant ses propos controversés sur une supposée obligation vaccinale et les liens entretenus par de nombreux médecins consultés par le ministère de la santé avec l'industrie pharmaceutique.

## Publications

### Essais et documents
- Le Temps de la responsabilité, postface de Paul Ricœur (essai, Fayard, 1991 ; Collection « Pluriel », 2013)
- Sectes, mensonges et idéaux avec Nathalie Luca (enquête, 1998)
- Le Bouddhisme en France, essai, 1999
- La Rencontre du bouddhisme et de l'occident, essai, Albin Michel, 2001
- L’Épopée des Tibétains entre mythe et réalité avec Laurent Deshayes (essai, Fayard, 2002)[20]
- Les Métamorphoses de Dieu : des intégrismes aux nouvelles spiritualités (essai, 2003)
- Code da Vinci : l’enquête, en collaboration avec Marie-France Etchegoin, Robert Laffont, enquête, 2004
- Mal de Terre, en collaboration avec Hubert Reeves, essai, 2003
- Le Christ philosophe, essai, 2007
- Tibet, le moment de vérité, essai, 2008, (prix des droits de l'homme de la ville de Nancy)
- Petit Traité d’histoire des religions, essai, 2008
- Socrate, Jésus, Bouddha. Trois maîtres de vie (essai, 2009, prix Louis Pauwels de la Société des gens de lettres 2010)[21]
- La Saga des francs-maçons, en collaboration avec Marie-France Etchegoin, essai, Robert Laffont, 2009
- Comment Jésus est devenu Dieu, essai, Fayard, 2010
- Petit Traité de vie intérieure, essai, Plon, 2010 - Prix Alef 2011[22]
- La Guérison du monde, essai, Fayard, 2012 ; Le livre de poche, mars 2014
- Du bonheur, un voyage philosophique, essai, Fayard, 2013 ; Le livre de poche, août 2015
- François, le printemps de l’Évangile, essai, Fayard, 2014
- La Puissance de la joie, Fayard, 2015 ; Le livre de poche, août 2017
- Philosopher et méditer avec les enfants, Albin Michel, 2016
- Lettre ouverte aux animaux (et à ceux qui les aiment), Fayard, 2017
- Le Miracle Spinoza, Fayard, 2017[23]
- Méditer à cœur ouvert, NiL, 2018
- La Sagesse expliquée à ceux qui la cherchent, Seuil, 2018[24].
- Les Chemins du Sacré, éd. de l'Observatoire, 2020.
- Juste après la fin du monde, éditions Nil, avril 2021.
- Jung, un voyage vers soi, Albin Michel, novembre 2021.
- Le Désir, une philosophie, Flammarion, novembre 2022.
- L'Odyssée du sacré, Albin Michel, octobre 2023  (ISBN 9782226438201)

### Livres d'entretiens
- Les Communautés nouvelles, interview des fondateurs (enquête, 1988)
- Les Risques de la solidarité, avec Bernard Holzer (entretiens, 1989)
- Les Trois Sagesses, avec M.D. Philippe (entretiens, 1994)
- Entretiens sur la fin des temps, avec J. C. Carrière, J. Delumeau, U. Eco et S. J. Gould (Fayard, 1998. Pocket, 1999)
- avec Gyétrul Jigmé Norbou, Robert Le Gall : Le Moine et le Lama, (2000). Interview en commun d'un moine bénédictin et d'un lama tibétain
- Sommes-nous seuls dans l’univers ? Entretiens avec J. Heidmann, A. Vidal-Madjar, N. Prantzos et H. Reeves (Fayard, 2000. Le Livre de Poche, 2002)
- avec Annick de Souzenelle, L'Alliance oubliée (entretiens, Albin Michel, 2005)
- avec l'Abbé Pierre : Mon Dieu... pourquoi ? : Petites méditations sur la foi chrétienne et le sens de la vie (entretiens, 2005)
- Enfants hypersensibles, un présent pour l'avenir, réalisé par Nathalie Brochard et Jean-Yves Bilien (entretien 2019)

### Direction d'ouvrages encyclopédiques
- avec Ysé Tardan-Masquelier (Sous la direction de) : Encyclopédie des religions, coffret 2 volumes, nouvelle édition revue et augmentée (Bayard, 2000)
- avec Jean-Philippe de Tonnac, Collectif : La Mort et l'Immortalité : encyclopédie des savoirs et des croyances (Bayard, 2004)
- avec Ysé Tardan-Masquelier : Le Livre des Sagesses : l'aventure spirituelle de l'humanité (Encyclopédie, Bayard, 2005)

### Romans et contes
- Le Secret (roman, Albin Michel, 2001)
- La Promesse de l'ange, en collaboration avec Violette Cabesos (roman, Albin Michel, 2004). Prix des maisons de la presse 2004.
- L'Oracle della Luna (roman, Albin Michel, 2006)
- La Parole perdue, en collaboration avec Violette Cabesos (roman, Albin Michel, 2011)
- L’Âme du monde (conte initiatique, Nil Éditions, 2012)
- Nina, en collaboration avec Simonetta Greggio  (roman, éditions Stock, 2013)
- Cœur de cristal, (conte, Robert Laffont, 2014)
- La Consolation de l'ange (roman, Albin Michel, 2019)
- Juste après la fin du monde (conte, NIL éditions, 2021)

### Théâtre
- Bonté divine ! (pièce créée au Théâtre de la Gaîté-Montparnasse en janvier 2009, écrite avec Louis-Michel Colla, mise en scène : Christophe Lidon, avec Roland Giraud, Saïd Amadis, Jean-Loup Horwitz, Benoît NGuyen Tat)
- Renaissance (spectacle musical créé au Théâtre du Gymnase en janvier 2013, conçu par Michel Podolak, écrit avec la collaboration de Françoise Cadol, produit par "Les Artistes en mouvement", mise en scène : Christophe Luthringer, avec Estelle Andrea, Etienne Avronsart, Pierre Bessière, Luc-Emmanuel Betton, Anne-Sophie Durand, Séverine Maquaire, Emilien Marion, Magali Palies, Jean-Claude Sachot)

### Bandes dessinées
- La Prophétie des Deux Mondes (scénario : Frédéric Lenoir, dessin : Alexis Chabert ; tome 1 : "L’Étoile d’Ishâ", Albin Michel, 2003 ; tome 2 : "Le Pays sans retour", Albin Michel, 2004 ; tome 3 : "Solâna", Albin Michel, 2005 ; tome 4 : "La Nuit du Serment", Ed. Vent des Savanes, avril 2008)
- L’Élu. Le fabuleux destin de George W. Bush. Sa vie, son œuvre, ce qu’il laisse au monde...(scénario : Frédéric Lenoir, dessin : Alexis Chabert, L'Écho des Savanes, 2008)
- L'Oracle della Luna (scénario : Frédéric Lenoir, dessin et couleurs : Griffo, découpage : Rodolphe ; tome 1 : "Le maître des Abruzzes", éd. Glénat, 2012 ; tome 2 : "Les Amants de Venise", éd. Glénat, 2013 ; tome 3 : "Les hommes en rouge", éd. Glénat, 2013) ; tome 4 : "La fille du sage", éd. Glénat, 2016 ; tome 5 : "Esther et Eléna", éd. Glénat, 2018)

### Télévision et cinéma
- Coauteur et réalisateur avec Iolande Cadrin-Rossignol de la série documentaire de 5 x 52 minutes « Sectes, mensonges et idéaux » diffusée sur la 5 en 1998.
- Protagoniste du film documentaire « Le Cercle des petits philosophes » réalisé par Cécile Denjean, diffusé sur France 2 en février 2018 puis adapté et sorti au cinéma le 17 avril 2019[25].
- Coauteur avec la productrice Claire Barrau et coréalisateur avec Bruno Victor-Pujebet et Timothée Janssen de la série documentaire de 5 x 52 minutes « Les chemins du sacré » diffusée sur Arte en 2021 et 2022[26].

## Distinctions
Frédéric Lenoir a reçu plusieurs prix en France et à l'étranger, parmi lesquels :
- 2004 : Prix européen des écrivains de langue française pour Les Métamorphoses de Dieu ;
- 2004 : Prix Maison de la Presse pour le roman La Promesse de l'ange ;
- 2008 : Prix « Livre et droits de l’homme » pour Tibet, le moment de vérité (Jury présidé par Luc Ferry) [27] ;
- 2010 : Prix Louis-Pauwels de la Société des gens de lettres pour Socrate, Jésus, Bouddha ;
- 2011 : Prix Alef pour Petit Traité de vie intérieure ;
- décembre 2012 : Prix Saint-Augustin pour le dialogue inter-religieux en Méditerranée en tant que directeur de la rédaction du Monde des religions[28] ;
- janvier 2013 : Prix Arturo Carlo Jemolo de Turin pour l'ensemble de son œuvre et en tant que directeur de la rédaction du Monde des Religions [29] ;
- avril 2013 : Prix de l'excellence économique (meilleur essai économique 2012)[30] pour La Guérison du monde ;
- novembre 2013 : Prix Bien-être Philips[31][source insuffisante] pour La Guérison du monde.

## Décorations
- Chevalier de la Légion d'honneur (2023)[32]